# Valdomiro Koubetch

Wappen von Valdomiro Koubetch

Valdomiro Koubetch OSBM  (* 27. März 1953 in Mandaguaçu, Bundesstaat Paraná, Brasilien) ist ukrainisch griechisch-katholischer Erzbischof und Metropolit der Erzeparchie São João Batista em Curitiba.

## Leben
Valdomiro Koubetch wurde im Jahre 1953 im brasilianischen Mandaguaçu im Bundesstaat Paraná geboren.
Die Profess von Valdomiro Koubetch fand im Orden der Basilianer des hl. Josaphat am 16. August 1978, im Alter von 25 Jahren, statt. In diesem Basilianerorden erfolgte ebenfalls am 6. Dezember 1981 die Priesterweihe durch Bischof Efraím Basílio Krevey.
Die Ernennung zum Weihbischof in der ukrainisch griechisch-katholischen Eparchie São João Batista em Curitiba fand am 10. Dezember 2003 statt. Die feierliche Bischofsweihe wurde am 21. März 2004 begangen. Dabei spendete Großerzbischof Ljubomyr Husar die Bischofsweihe. Als Mitkonsekratoren waren Bischof Efraím Basílio Krevey und Erzbischof Pedro Antônio Marchetti Fedalto beteiligt.
Am 13. Dezember 2006 ernannte Papst Benedikt XVI. Valdomiro Koubetch zum Bischof der Eparchie São João Batista em Curitiba. Mit der Erhebung zur Erzeparchie wurde er am 12. Mai 2014 von Papst Franziskus zum ersten Erzbischof und Metropoliten von São João Batista em Curitiba ernannt.